# 青龍映画賞
青龍映画賞（チョンニョンえいがしょう、朝: 청룡영화상、英: The Blue Dragon Film Award）は、韓国の映画賞。毎年12月に行われる韓国最大の映画の祭典。同時期に行われる大鐘賞と並ぶ韓国の2大映画祭で、韓国で最も権威のある映画賞である。

## 概要
韓国映画の質的向上と振興発展のために1963年から朝鮮日報主催で始まった。しかし1973年、映画法改訂によってスクリーンクォータ制が導入され、韓国映画の質が相当水準落ちたと判断していったん廃止された。が、17年後の1990年、スポーツ朝鮮主催、朝鮮日報・SBS（2010年までKBS）後援で復活した。
1年を通して国内で公開された韓国映画を対象に、ネチズンと映画専門家の意見を総合して候補作品を選定、映画賞の推薦を受けた審査委員会が最優秀者・作品を決定する。
授賞式は例年11月下旬に慶熙大学校平和の殿堂で開催され、SBSで中継される。2007年と2010年は国立劇場で行われた。

## 授賞部門
2008年に短編映画賞の1部門が追加になり現在は18の部門が受賞対象である。
- 最優秀作品賞
- 監督賞
- 脚本賞
- 主演男優賞
- 主演女優賞
- 助演男優賞
- 助演女優賞
- 新人監督賞
- 新人男優賞
- 新人女優賞
- 美術賞
- 技術賞
- 撮影賞
- 照明賞
- 音楽賞
- 人気スター賞
- 最多観客動員賞
- 短編映画賞（2008年から新しく追加）

### 特別賞
- 名誉人気スター賞

2008年に亡くなった故チェ・ジンシルには特別賞として「名誉人気スター賞」が与えられた。

## 受賞作品
| 回 | 年     | 最優秀作品賞                                     | 監督賞                                           | 主演男優賞                                                          | 主演女優賞                                                         | 助演男優賞                                     | 助演女優賞                                       | 新人男優賞                                                                           | 新人女優賞                                                                            |
| -- | ------ | ------------------------------------------------ | ------------------------------------------------ | ------------------------------------------------------------------- | ------------------------------------------------------------------ | ---------------------------------------------- | ------------------------------------------------ | ------------------------------------------------------------------------------------ | ------------------------------------------------------------------------------------- |
| 1  | 1963年 | 血脈 （キム・スヨン）                            | イ・マニ （帰らざる海兵）                        | キム・スンホ （血脈）                                               | ファン・ジョンスン （血脈）                                        | チェ・ナミョン （血脈）                        | チェ・ジヒ （金薬局の娘たち）                    | -                                                                                    | -                                                                                     |
| 2  | 1964年 | 剰余人間 （ユ・ヒョンモク）                      | -                                                | キム・ジンギュ （剰余人間）                                         | ムン・ジョンスク （振り向かないで）                                | チェ・ムリョン （空爆作戦命令 赤いマフラー）   | ファン・ジョンスン （剰余人間）                  | -                                                                                    | -                                                                                     |
| 3  | 1965年 | あの空にも悲しみが （キム・スヨン）              | キム・スヨン （あの空にも悲しみが）              | チェ・ムリョン （南と北）                                           | オム・エンナン （美しい瞳）                                        | パク・ノシク （勇者は生きている）              | ファン・ジョンスン （翼夫人）                    | -                                                                                    | ムン・ヒ （黒い麦）                                                                   |
| 4  | 1966年 | 市場 （イ・マニ）                                | イ・マニ （市場）                                | シン・ヨンギュン （市場）                                           | ムン・ジョンスク （市場）                                          | ホ・ジャンガン （認識票なき勇士）              | チョ・ミリョン （羅雲奎の一生）                  | -                                                                                    | ナム・ジョンイム （有情）                                                             |
| 5  | 1967年 | 山火事 （キム・スヨン）                          | キム・スヨン （射撃場の子供たち）                | キム・スンホ （満船）                                               | チュ・ジュンニョ （山火事）                                        | キム・ヒガプ （山）                            | ハン・ウンジン （カササギの声）                  | オ・ヨンイル （愛はあなただけ）                                                      | -                                                                                     |
| 6  | 1968年 | カインの後裔 （ユ・ヒョンモク）                  | ユ・ヒョンモク （カインの後裔）                  | シン・ヨンギュン （大院君）                                         | ナム・ジョンイム （糞女）                                          | パク・ノシク （カインの後裔）                  | ファン・ジョンスン （閨房）                      | -                                                                                    | -                                                                                     |
| 7  | 1969年 | 甕をつくる老人 （チェ・ハウォン）                | チェ・ハウォン （甕をつくる老人）                | パク・ノシク （帰ってきた八道の男）                                 | キム・ジミ （あなたの名は女）                                      | ホ・ジャンガン （春春）                        | サ・ミジャ （去らねばならぬ人は）                | コ・ガンイル （落ち葉とともに去ってしまった愛）                                      | キム・チャンスク （124軍部隊）                                                        |
| 8  | 1971年 | 玉器を割る時 （キム・スヨン）                    | キム・ギヨン （火女）                            | チェ・ムリョン （30年ぶりの対決）                                   | ユン・ヨジョン （火女）                                            | ファン・ヘ （黄昏の第3埠頭）                   | チョン・ゲヒョン （火女）                        | ノ・ユヒョン （憎くてももう一度 完結編）、 ハ・ミョンジュン （なぜ彼女は結婚しない） | オ・ユギョン （隠された女）、 キム・チョンジャ （お宅のお父さんもこうですか?）        |
| 9  | 1972年 | 石花村 （チョン・ジヌ）                          | キム・ヒョチョン （牛を売る人）                  | パク・ノシク （牛を売る人）                                         | ユン・ジョンヒ （石花村）                                          | ユン・イルボン （石花村）                      | アン・インスク （オオカミとネコたち）            | -                                                                                    | ナ・ハヨン （この生命ふたたび） イム・ジソン （牛を売る人） パク・チヨン （強き者よ） |
| 10 | 1973年 | 三日天下 （シン・サンオク）                      | チョン・ジヌ （島ガエル万歳）                    | シン・ヨンギュン （三日天下）                                       | ユン・ジョンヒ （孝女沈清）                                        | チャン・ヒョク （島ガエル万歳）                | チェ・ジョンミン （紅箭門）                      | シン・イリョン （島ガエル万歳）                                                      | ウ・ヨンジョン （私と私）                                                             |
| 回 | 年     | 最優秀作品賞                                     | 監督賞                                           | 主演男優賞                                                          | 主演女優賞                                                         | 助演男優賞                                     | 助演女優賞                                       | 新人男優賞                                                                           | 新人女優賞                                                                            |
| 11 | 1990年 | 追われし者の挽歌 （パク・クァンス）              | チョン・ジヨン （南部軍 愛と幻想のパルチザン）   | アン・ソンギ （南部軍 愛と幻想のパルチザン）                        | ウォン・ミギョン （あなたが女というだけで）                        | チェ・ミンス （南部軍 愛と幻想のパルチザン）   | ソン・スク （あなたが女というだけで）            | パク・サンミン （将軍の息子）                                                        | チェ・ジンシル （南部軍 愛と幻想のパルチザン）                                        |
| 12 | 1991年 | 死の賛美 （キム・ホソン）                        | イム・グォンテク （開闢）                        | イム・ソンミン （死の賛美）                                         | チャン・ミヒ （死の賛美）                                          | イ・ギョンヨン （死の賛美）                    | キム・ボヨン （銀馬将軍は来なかった）            | チェ・ジニョン （粉々に壊れた名前よ）                                                | キム・グミョン （粉々に壊れた名前よ）                                                 |
| 13 | 1992年 | われらの歪んだ英雄 （パク・チョンウォン）        | パク・チョンウォン （われらの歪んだ英雄）        | ムン・ソングン （競馬場へ行く道）                                   | カン・スヨン （競馬場へ行く道）                                    | トッコ・ヨンジェ （ホワイト・バッジ）          | イ・ヘヨン （ミョンジャ・明子・ソーニャ）        | チョ・ジェヒョン （胸の中のナイフで悲しみを切って）                                  | オ・ヨンス （将軍の息子3）                                                            |
| 14 | 1993年 | 風の丘を越えて/西便制 （イム・グォンテク）       | キム・ユジン （おせっかいはNO、愛はOK）          | キム・ミョンゴン （風の丘を越えて/西便制）                          | キム・ヘス （初恋）                                                | アン・ビョンギョン （風の丘を越えて/西便制）   | キム・ヘソン （おせっかいはNO、愛はOK）          | キム・ミョンス （雨が降る日の水彩画2 ケヤキの丘）                                    | オ・ジョンヘ （風の丘を越えて/西便制）                                                |
| 15 | 1994年 | ハリウッド・キッドの生涯 （チョン・ジヨン）      | チャン・ソヌ （私からあなたへ）                  | ムン・ソングン （私からあなたへ） パク・チュンフン （ゲームの法則） | チェ・ミョンギル （バラ色の人生）                                  | キム・ガプス （太白山脈）                      | チョン・ギョンスン （太白山脈）                  | ヨ・ギュンドン （私からあなたへ）                                                    | チョン・ソンギョン （私からあなたへ）                                                 |
| 16 | 1995年 | 美しき青年 全泰壱 （パク・クァンス）             | パク・クァンス （美しき青年 全泰壱）             | チェ・ミンス （テロリスト 悲しき男に捧げる挽歌）                    | キム・ヘス （ドクター・ポン） パン・ウンジン （301・302）          | ホ・ジュノ （テロリスト 悲しき男に捧げる挽歌） | ソン・オクスク （灼熱の屋上）                    | イ・ジョンジェ （若い男）                                                            | イ・ジウン （錦紅よ錦紅よ）                                                           |
| 17 | 1996年 | 祝祭 （イム・グォンテク）                        | イム・グォンテク （祝祭）                        | ムン・ソングン （つぼみ）                                           | シム・ヘジン （パク・ポンゴン家出事件）                            | キム・ハクチョル （『ボーン・トゥ・キル）      | チョ・ウンスク （豚が井戸に落ちた日）            | パク・シニャン （ユリ）                                                              | イ・ジョンヒョン （つぼみ） イ・ヘウン （コルセット）                                 |
| 18 | 1997年 | グリーンフィッシュ （イ・チャンドン）            | イ・チャンドン （グリーンフィッシュ）            | ハン・ソッキュ （グリーンフィッシュ）                               | シン・ウンギョン （娼）                                            | ソン・ガンホ （ナンバー・スリー）              | チョン・ギョンスン （娼）                        | チャン・ドンゴン （敗者復活戦）                                                      | チョン・ドヨン （接続 ザ・コンタクト）                                                |
| 19 | 1998年 | 八月のクリスマス （ホ・ジノ）                    | ホン・サンス （カンウォンドの恋）                | パク・シニャン （約束）                                             | シム・ウナ （八月のクリスマス）                                    | チョン・ジニョン （約束）                      | ユ・ヘジョン （ファースト・キス）                | アン・ジェウク （チム〜あこがれの人〜）                                              | キム・ヨジン （ディナーの後に）                                                       |
| 20 | 1999年 | NOWHERE ノーウェアー （イ・ミョンセ）            | カン・ジェギュ （シュリ）                        | イ・ジョンジェ （太陽はない）                                       | チョン・ドヨン （我が心のオルガン）                                | チャン・ドンゴン （NOWHERE ノーウェアー）      | イ・ミヨン （我が心のオルガン）                  | イ・ソンジェ （アタック・ザ・ガス・ステーション!）                                   | イ・ジェウン （イエローヘア）                                                         |
| 回 | 年     | 最優秀作品賞                                     | 監督賞                                           | 主演男優賞                                                          | 主演女優賞                                                         | 助演男優賞                                     | 助演女優賞                                       | 新人男優賞                                                                           | 新人女優賞                                                                            |
| 21 | 2000年 | JSA （パク・チャヌク）                           | パク・チャヌク （JSA）                           | ソル・ギョング （ペパーミント・キャンディー）                       | イ・ミヨン （魚座）                                                | シン・ハギュン （JSA）                         | ハ・ジウォン （リメンバー・ミー）                | キム・レウォン （プライベートレッスン 青い体験）                                     | ペ・ドゥナ （ほえる犬は噛まない）                                                     |
| 22 | 2001年 | 春の日は過ぎゆく （ホ・ジノ）                    | ソン・ヘソン （パイラン）                        | チェ・ミンシク （パイラン）                                         | チャン・ジニョン （鳥肌）                                          | アン・ソンギ （MUSA -武士-）                   | オ・ジヘ （ワイキキ・ブラザース）                | チャ・テヒョン （猟奇的な彼女）                                                      | イ・ヨウォン （子猫をお願い）                                                         |
| 23 | 2002年 | 酔画仙 （イム・グォンテク）                      | イム・グォンテク （酔画仙）                      | ソル・ギョング （公共の敵）                                         | キム・ユンジン （密愛）                                            | ユ・ドングン （大変な結婚）                    | ソン・ユナ （ジェイル・ブレーカー）              | ファン・ジョンミン （ロード・ムービー）                                              | ムン・ソリ （オアシス）                                                               |
| 24 | 2003年 | 春夏秋冬そして春 （キム・ギドク）                | パク・チャヌク （オールド・ボーイ）              | チェ・ミンシク （オールド・ボーイ）                                 | チャン・ジニョン （シングルス）                                    | ペク・ユンシク （地球を守れ!）                 | カン・ヘジョン （オールド・ボーイ）              | ペ・ヨンジュン （スキャンダル）                                                      | イム・スジョン （箪笥）                                                               |
| 25 | 2004年 | シルミド （カン・ウソク）                        | カン・ウソク （シルミド）                        | チャン・ドンゴン （ブラザーフッド）                                 | イ・ナヨン （小さな恋のステップ）                                  | チョン・ジェヨン （シルミド）                  | ヨム・ジョンア （ビッグ・スウィンドル!）         | ジェヒ （うつせみ）                                                                  | スエ （ファミリー）                                                                   |
| 26 | 2005年 | 親切なクムジャさん （パク・チャヌク）            | パク・チンピョ （ユア・マイ・サンシャイン）      | ファン・ジョンミン （ユア・マイ・サンシャイン）                     | イ・ヨンエ （親切なクムジャさん）                                  | イム・ハリョン （トンマッコルへようこそ）      | カン・ヘジョン （トンマッコルへようこそ）        | チョン・ジョンミョン （台風太陽〜君がいた夏〜）                                      | キム・ジス （チャーミング・ガール）                                                   |
| 27 | 2006年 | グエムル-漢江の怪物- （ポン・ジュノ）            | キム・テヨン （家族の誕生）                      | アン・ソンギ （ラジオ・スター） パク・チュンフン （ラジオ・スター） | キム・ヘス （タチャ イカサマ師）                                   | ビョン・ヒボン （グエムル-漢江の怪物-）        | チョン・ユミ （家族の誕生）                      | リュ・ドックァン （ヨコヅナ・マドンナ）                                              | コ・アソン （グエムル-漢江の怪物-）                                                   |
| 28 | 2007年 | 優雅な世界 （ハン・ジェリム）                    | ホ・ジノ （ハピネス）                            | ソン・ガンホ （優雅な世界）                                         | チョン・ドヨン （シークレット・サンシャイン）                      | キム・サンホ （楽しき人生）                    | ナ・ムニ （熱血男児）                            | ダニエル・ヘニー （マイ・ファーザー）                                                | チョン・リョウォン （二つの顔の猟奇的な彼女）                                         |
| 29 | 2008年 | 私たちの生涯最高の瞬間 （イム・スルレ）          | キム・ジウン （グッド・バッド・ウィアード）      | キム・ユンソク （チェイサー）                                       | ソン・イェジン （妻が結婚した）                                    | パク・ヒスン （セブンデイズ）                  | キム・ジヨン （私たちの生涯最高の瞬間）          | ソ・ジソプ （映画は映画だ） カン・ジファン （映画は映画だ）                          | ハン・イェスル （用意周到ミス・シン）                                                 |
| 30 | 2009年 | 母なる証明 （ポン・ジュノ）                      | キム・ヨンファ （国家代表!?）                    | キム・ミョンミン （私の愛、私のそばに）                             | ハ・ジウォン （私の愛、私のそばに）                                | チン・グ （母なる証明）                        | キム・ヘスク （渇き）                            | ヤン・イクチュン （息もできない）                                                    | キム・コッピ （息もできない） パク・ボヨン （過速スキャンダル）                       |
| 回 | 年     | 最優秀作品賞                                     | 監督賞                                           | 主演男優賞                                                          | 主演女優賞                                                         | 助演男優賞                                     | 助演女優賞                                       | 新人男優賞                                                                           | 新人女優賞                                                                            |
| 31 | 2010年 | 義兄弟 SECRET REUNION （チャン・フン）           | カン・ウソク （黒く濁る村）                      | チョン・ジェヨン （黒く濁る村）                                     | ユン・ジョンヒ （ポエトリー アグネスの詩） スエ （ミッドナイトFM） | ユ・ヘジン （黒く濁る村）                      | ユン・ヨジョン （ハウスメイド）                  | チェ・スンヒョン （戦火の中へ）                                                      | イ・ミンジョン （シラノ恋愛操作団）                                                   |
| 32 | 2011年 | 生き残るための3つの取引 （リュ・スンワン）       | リュ・スンワン （生き残るための3つの取引）       | パク・ヘイル （神弓-KAMIYUMI-）                                     | キム・ハヌル （ブラインド）                                        | リュ・スンリョン （神弓-KAMIYUMI-）            | キム・スミ （拝啓、愛しています）                | イ・ジェフン （見張り）インディーズ映画からの受賞                                    | ムン・チェウォン （神弓-KAMIYUMI-）                                                   |
| 33 | 2012年 | 嘆きのピエタ （キム・ギドク）                    | チョン・ジヨン （折れた矢）                      | チェ・ミンシク （悪いやつら）                                       | イム・スジョン （僕の妻のすべて）                                  | リュ・スンリョン （僕の妻のすべて）            | ムン・ジョンヒ （ヨンガシ 変種増殖）             | チョ・ジョンソク （建築学概論）                                                      | キム・ゴウン （ウンギョ 青い蜜）                                                      |
| 34 | 2013年 | ソウォン/願い （イ・ジュニク）                   | ポン・ジュノ （スノーピアサー）                  | ファン・ジョンミン （新しき世界）                                   | ハン・ヒョジュ （監視者たち）                                      | イ・ジョンジェ （観相師 -かんそうし-）         | ラ・ミラン （ソウォン/願い）                     | ヨ・ジング （ファイ 悪魔に育てられた少年）                                           | パク・チス （マイラティマ）                                                           |
| 35 | 2014年 | 弁護人 （ヤン・ウソク）                          | キム・ハンミン （バトル・オーシャン 海上決戦）   | ソン・ガンホ （弁護人）                                             | チョン・ウヒ （ハン・ゴンジュ 17歳の涙）                           | チョ・ジヌン （最後まで行く）                  | キム・ヨンエ （弁護人）                          | パク・ユチョン （海にかかる霧）                                                      | キム・セロン （私の少女）                                                             |
| 36 | 2015年 | 暗殺 （ヤン・ウソク）                            | リュ・スンワン （ベテラン）                      | ユ・アイン （王の運命 -歴史を変えた八日間-）                        | イ・ジョンヒョン （誠実な国のアリス）                              | オ・ダルス （国際市場で逢いましょう）          | チョン・ヘジン （王の運命 -歴史を変えた八日間-） | チェ・ウシク （巨人）                                                                | イ・ユヨン （背徳の王宮）                                                             |
| 37 | 2016年 | インサイダーズ/内部者たち （ウ・ミノ）           | 哭声/コクソン （ナ・ホンジン）                   | イ・ビョンホン （インサイダーズ/ 内部者たち）                       | キム・ミニ （お嬢さん)                                             | 國村隼 （哭声/コクソン）                       | パク・ソダム （プリースト 悪魔を葬る者）         | パク・ジョンミン （空と風と星の詩人 〜尹東柱の生涯〜）                               | キム・テリ （お嬢さん）                                                               |
| 38 | 2017年 | タクシー運転手 約束は海を越えて （チャン・フン） | キム・ヒョンソク （アイ・キャン・スピーク）      | ソン・ガンホ （タクシー運転手 約束は海を越えて）                    | ナ・ムニ （アイ・キャン・スピーク）                                | チン・ソンギュ （犯罪都市）                    | キム・ソジン （ザ・キング）                      | ト・ギョンス （あの日、兄貴が灯した光）                                              | チェ・ヒソ （金子文子と朴烈（パクヨル））                                             |
| 39 | 2018年 | 1987、ある闘いの真実 （チャン・ジュンファン）    | ユン・ジョンビン （工作 黒金星と呼ばれた男）     | キム・ユンソク （1987、ある闘いの真実）                             | ハン・ジミン （虐待の証明）                                        | キム・ジュヒョク （毒戦 BELIEVER）             | キム・ヒャンギ （神と共に 第一章:罪と罰）        | ナム・ジュヒョク （安市城 グレート・バトル）                                         | キム・ダミ （The Witch 魔女）                                                         |
| 40 | 2019年 | パラサイト 半地下の家族 （ポン・ジュノ）         | ポン・ジュノ （パラサイト 半地下の家族）         | チョン・ウソン （無垢なる証人）                                     | チョ・ヨジョン （パラサイト 半地下の家族）                         | チョ・ウジン （国家が破産する日）              | イ・ジョンウン （パラサイト 半地下の家族）       | パク・ヘス （不夜城の男）                                                            | キム・ヘジュン （未成年）                                                             |
| 回 | 年     | 最優秀作品賞                                     | 監督賞                                           | 主演男優賞                                                          | 主演女優賞                                                         | 助演男優賞                                     | 助演女優賞                                       | 新人男優賞                                                                           | 新人女優賞                                                                            |
| 41 | 2020年 | KCIA 南山の部長たち （ウ・ミンホ）               | イム・デヒョン （ユンヒへ）                      | ユ・アイン （声もなく）                                             | ラ・ミラン （正直政治家 チュ・サンスク）                           | パク・ジョンミン （ただ悪より救いたまえ）      | イ・ソム （サムジンカンパニー1995）              | ユ・テオ （めまい 窓越しの想い）                                                     | カン・マルグム （チャンシルさんには福が多いね）                                       |
| 42 | 2021年 | モガディシュ 脱出までの14日間 （リュ・スンワン） | リュ・スンワン （モガディシュ 脱出までの14日間） | ソル・ギョング （茲山魚譜 チャサンオボ）                            | ムン・ソリ （三姉妹）                                              | ホ・ジュノ （モガディシュ 脱出までの14日間）   | キム・ソニョン （三姉妹）                        | チョン・ジェグァン （NOT OUT）                                                       | コン・スンヨン （おひとりさま族）                                                     |
| 43 | 2022年 | 別れる決心 （パク・チャヌク）                    | パク・チャヌク （別れる決心）                    | パク・ヘイル （別れる決心）                                         | タン・ウェイ （別れる決心）                                        | ピョン・ヨハン （ハンサン -龍の出現-）         | オ・ナラ （ジャンルだけロマンス）                | キム・ドンフィ （不思議の国の数学者）                                                | キム・ヘユン （ブルドーザー少女）                                                     |
| 44 | 2023年 | 密輸 1970 （リュ・スンワン）                     | オム・テファ （コンクリート・ユートピア）        | イ・ビョンホン （コンクリート・ユートピア)                          | チョン・ユミ （スリープ）                                          | チョ・インソン （密輸 1970）                   | チョン・ヨビン （蜘蛛の巣）                      | ホン・サビン （このろくでもない世界で）                                              | アン・テジン （密輸 1970）                                                            |
| 45 | 2024年 | ソウルの春 （キム・ソンス）                      | チャン・ジェヒョン （破墓/パミョ）               | ファン・ジョンミン （ソウルの春）                                   | キム・ゴウン （破墓/パミョ）                                       | チョン・ヘイン （ベテラン 凶悪犯罪捜査班）     | イ・サンヒ （ロ・ギワン）                        | ノ・サンヒョン （ラブ・イン・ザ・ビッグシティ）                                      | チョ・ヒョンチョル （君と僕）                                                         |

## 賞金
2008年開催時の賞金は下記の通りである。
- 最優秀作品賞：2000万ウォン
- 監督賞：500万ウォン
- 主演男優・女優賞 ：各500万ウォン
- 助演男優・女優賞：各200万ウォンなど[2]

## 主催・後援
- 主催：スポーツ朝鮮
- 後援：朝鮮日報・KBS